# Glycylglycine
La glycylglycine est le dipeptide de glycine, ce qui fait d'elle le dipeptide le plus simple. Ce composé a été synthétisé pour la première fois en 1901 par Emil Fischer et Ernest Fourneau, par ébullition de glycine anhydride (2,5-dioxopipérazine) avec de l'acide chlorhydrique. Depuis lors, un procédé par composition avec une base et d'autres méthodes de synthèse ont été publiés. La glycylglycine est elle-même utilisée dans la synthèse de peptides plus complexes.
En raison de sa faible toxicité, la glycylglycine est utile comme tampon pour les systèmes biologiques à des pH situés entre 2,5-3,8 et 7,5-8,9, toutefois sa relative instabilité en solution en rend la conservation difficile.
La glycylglycine a également été utilisée pour solubiliser des protéines recombinantes chez E. coli. Après son adjonction à différentes concentrations, on a pu constater une amélioration de la solubilité de ces protéines après la lyse cellulaire.